# Fokker D.III
Le Fokker D.III (M.19 selon le constructeur) est un avion de chasse biplan allemand de la Première Guerre mondiale, fabriqué par les usines Fokker et utilisé principalement par la Luftstreitkräfte.
C'est le dernier chasseur Fokker à utiliser la déformation des ailes pour le contrôle du roulis avant l'introduction des ailerons.